# Шпалерная развеска

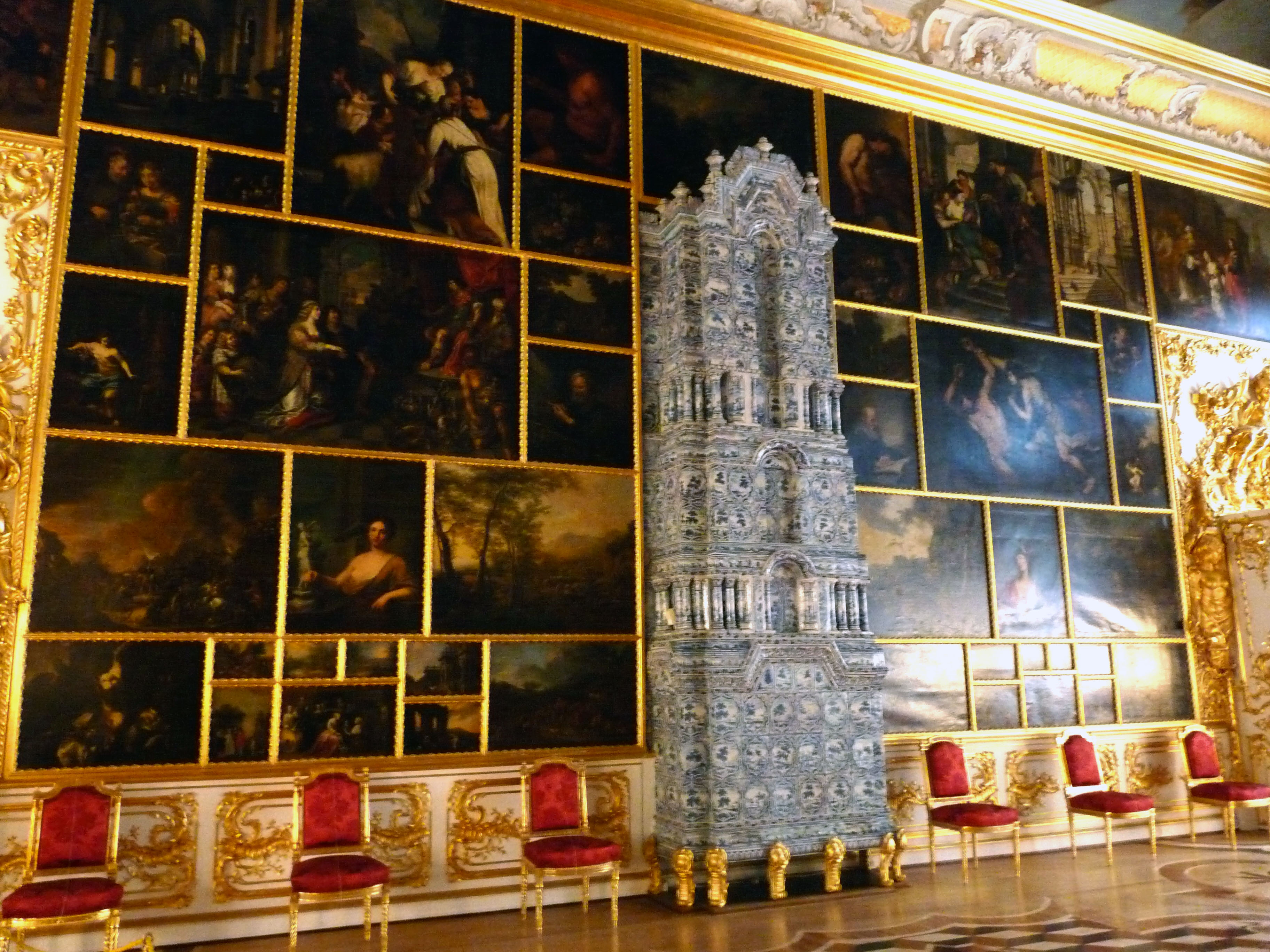
Большой Екатерининский дворец. Картинный зал. 1750-е. Архитектор Б.-Ф. Растрелли

Шпале́рная разве́ска — способ размещения произведений станковой живописи, при котором картины закрывают всю плоскость стены. Разделяемые лишь тонкими багетными
рамами, они покрывали стену наподобие шпалеры, при этом сначала выполнялись рамы, а потом под них подбирались картины.

## История
Экспозиция живописи по принципу «стена-картина» происходит от обычая на ярмарках в Риме в эпоху Возрождения выставлять полотна целыми штабелями у стен монастырей-продавцов. Способ декорирования стены «шпалерной развеской» картин появился во Франции во второй половине XVII века и был популярен весь следующий, XVIII век. Так же экспонировались и картины художников на академических выставках. Иногда художники писали картины для выставления в салонах с уже заданными размерами. Если картина не «вписывалась» в отведённое ей место, её края подворачивались или обрезались, и наоборот, малоформатные полотна надставлялись. Из масштабных композиций иногда вырезались части и дописывались, чтобы придать им вид самостоятельного произведения. Зачастую, достигая декоративной целостности, в одной развеске соединяли картины разных художественных школ, не учитывая ни их сюжеты, ни их индивидуальную художественную ценность.
В основе шпалерной развески барокко лежит представление о произведении искусства не как о самодостаточной единице, а как о элементе декорации, части целого комплекса. В Салонах Французской академии этот тип размещения произведений живописи проявился особенно ярко. Шарден, бывший декоратором выставок Академии, собирал «стену-картину» из блоков, составленных из крупноформатных многофигурных и малоформатных полотен, соединённых с соблюдением симметрии. Для развески Шардена были характерны увеличение размеров картин снизу вверх и их подбор в ряд с тем, чтобы каждая следующая как бы являлась вариацией живописного решения предыдущей.
Ещё и в первой четверти XIX века в Салонах сохранялись рудименты шпалерной развески, например фланкирование крупноформатных полотен картинами меньшего размера.
Шпалерная развеска применялась на выставках неформального советского искусства, проводившихся на частных квартирах.